# Јабука
Јабука (лат. Malus pumila syn. Malus domestica) врста је дрвенасте биљке из породице Rosaceae, као и име њеног плода (научно име плода је pomum). Постоји преко 7.500 култивара домаће јабуке.
Домаћа јабука је листопадно дрво висине до 12 m, са густом крошњом. Листови су наспрамно распоређени, овални са израженим врхом и назубљеном ивицом. Цветови су беле боје (почетком цветања розикасти), са 5 круничних и 5 чашичних листића. Плод сазрева крајем лета и током јесени.

## Порекло домаће јабуке
Домаћа јабука (Malus domestica Borkh.) је вероватно хибридног порекла, а настала је у централним деловима Азије. Њој најсроднија врста, Malus sieversii, се још увек може наћи на планинама у Казахстану, Киргистану, Таџикистану и неким деловима Кине, на висинама између 1.200 и 1.800 m изнад нивоа мора. Како су кроз овај предео пролазили путни правци који су повезивали Кину са Блиским истоком и Европом, вероватно су путници ти који су допринели распростирању јабуке ван своје домовине. Постоје археолошки примерци јабука из Анадолије који су стари неких 8.500 година, мада се још увек са сигурношћу не може говорити откуда ту јабуке и да ли су их људи узгајали.
Први подаци о култивацији јабуке говоре о узгоју у Анадолији и северној Месопотамији у другом миленијуму п. н. е. До 500. године п. н. е. јабука је вероватно била узгајана широм Персијског царства. Када је Александар Македонски завладао Персијом око 300. године п. н. е. узгој јабуке се проширио кроз грчки (хеленски) свет. Теофраст је разликовао слатку домаћу јабуку и киселкасте дивље.
Са развојем Римског царства развило се и воћарство, а домаћа јабука се проширила ка западној и северној Европи. Са ширењем свог ареала, домаћа јабука је долазила у контакт са дивљим врстама рода Malus, често је хибридизовала и обогаћивала свој генотип. Такође је јако брзо заменила ове дивље врсте у животу људи, тако да су оне најпре потиснуте а потом и вероватно ишчезле. Ово би значило да јабуке које су јели Келти, Франци, Гали и друга германска племена, као и Стари Словени, више не постоје на планети.
Од 13. века н. е. јабуке су постале веома узгајана врста широм Европе. Током 16. и 17. века европски колонисти преносе јабуку у Америке. Средином 17. века преносе је у Јужну Африку. Крајем 18. века почиње узгој јабуке у Аустралији и на Тасманији. Тако домаћа јабука може захвалити напретку цивилизације на ширењу ареала.

## Производња
Према подацима ФАО (Међународна организација за пољопривреду и исхрану), у светској производњи континенталног воћа јабука заузима прво место са производњом од 63.151.867 t (просек за период 2000/2009. год.), односно површином од 4.995.101 ha. Иако се светска производња јабуке одвија на свих 6 континената, њен највећи део је концентрисан на три континента: Азију, Европу и Северну Америку. Азија је као континент највећи светски произвођач са 56,84% укупне светске производње. Производња јабуке у Европи чини 24,79% светске производње, а у Северној Америци 8,42%.
| Производња јабуке у свету (ФАО, 2000/2009):                     | Производња јабуке у свету (ФАО, 2000/2009): | Производња јабуке у свету (ФАО, 2000/2009): | Производња јабуке у свету (ФАО, 2000/2009): | Производња јабуке у свету (ФАО, 2000/2009): |
| Земља                                                           | (t)                                         | (ha)                                        |                                             |                                             |
| --------------------------------------------------------------- | ------------------------------------------- | ------------------------------------------- | ------------------------------------------- | ------------------------------------------- |
| Кина                                                            | 26.730.470                                  | 1.945.367                                   |                                             |                                             |
| САД                                                             | 4.369.283                                   | 149.012                                     |                                             |                                             |
| Турска                                                          | 2.444.452                                   | 126.236                                     |                                             |                                             |
| Италија                                                         | 2.206.835                                   | 57.889                                      |                                             |                                             |
| Пољска                                                          | 2.107.278                                   | 169.949                                     |                                             |                                             |
| Француска                                                       | 2.104.191                                   | 55.523                                      |                                             |                                             |
| Русија                                                          | 1.770.500                                   | 365.550                                     |                                             |                                             |
| Индија                                                          | 1.760.467                                   | 246.883                                     |                                             |                                             |
| Чиле                                                            | 1.259.500                                   | 35.112                                      |                                             |                                             |
| Немачка                                                         | 1.109.451                                   | 37.621                                      |                                             |                                             |
| Аргентина                                                       | 1.080.179                                   | 43.133                                      |                                             |                                             |
| Бразил                                                          | 1.014.258                                   | 36.186                                      |                                             |                                             |
| Украјина                                                        | 705.030                                     | 132.187                                     |                                             |                                             |
| Шпанија                                                         | 700.316                                     | 36.930                                      |                                             |                                             |
| Јужна Африка                                                    | 690.048                                     | 23.314                                      |                                             |                                             |
| Северна Кореја                                                  | 670.932                                     | 71.911                                      |                                             |                                             |
| Иран                                                            | 575.701                                     | 191.887                                     |                                             |                                             |
| Румунија                                                        | 551.651                                     | 63.331                                      |                                             |                                             |
| Египат                                                          | 548.048                                     | 26.821                                      |                                             |                                             |
| Мексико                                                         | 534.283                                     | 57.564                                      |                                             |                                             |
| Србија                                                          | 209.089                                     | 28.915                                      |                                             |                                             |
| Укупно                                                          | 63.110.211                                  | 4.985.766                                   |                                             |                                             |
| Извор: УН ФАО статистика Архивирано на веб-сајту (19. јун 2012) |                                             |                                             |                                             |                                             |

### Производња у Србији
Јабука је после шљиве најзначајнија воћка у Србији. У укупној производњи воћа отпада око 19%. Међутим, поред погодних природних услова, производња јабуке у нашој земљи је недовољна јер се производи само око 25 kg овог воћа по глави становника. У добрим јабучњацима приноси се крећу од 40-50-60 (па и више) тона по хектару. Међутим, ниски просечни приноси које бележи статистика могу се објаснити чињеницом да се више од 60% површина под јабуком налази у такозваном расутом стању у брдско-планинском делу наше земље на коме се највише гаје аутохтоне сорт, које врло осцилирају по родности услед изразито екстензивног начина гајења. У укупној производњи јабуке и даље је висок удео плодова сорти неодговарајућег квалитета, које се користе као индустријске јабуке.
Чине се стални покушаји да се побољша структура сортимента, увођењем у производњу висококвалитетних сорти отпорнијих према еколошким стресовима и патогенима. Постижу се нови савремени засади густог склопа, на слабобујним подлогама, са инсталираним системима за наводњавање и узгојним форматима које ће омогућити веће приносе, бољи квалитет плода и мање трошкове. Производња јабука у 2020. години у Србији износила је 489.426 тона.
| 2000 | 207.000 | 26.637 |
| 2001 | 138.000 | 27.000 |
| 2002 | 101.623 | 20.000 |
| 2003 | 251.144 | 32.000 |
| 2004 | 188.000 | 27.000 |
| 2005 | 202.104 | 27.486 |
| 2006 | 240.320 | 35.000 |
| 2007 | 245.228 | 37.000 |
| 2008 | 235.601 | 36.000 |
| 2009 | 281.868 | 45.000 |

### Увоз јабука у Србију
Иако је јабука широко распрострањена воћа за гајење у Србији, она се такође и увози из више земаља. Разлог томе је да због ниских цена енергената увозно воће може бити доста јефтиније од домаћег. Листа земаља из којих увозимо јабуке:
- САД
- Италија
- Француска
- Холандија
- Пољска
- Русија
- Турска
- Кина

Занимљиво је да се на листи увозника налази и Русија, иако Србија већ годинама традиционално такође и извози јабуке у Русију.

## Морфологија
Јабука је као вишегодишња дрвенаста биљка цветница у процесу филогенезе и онтогенезе створила специфичне органе.
Као и код осталих цветница, органи јабуке деле се на: вегетативне и генеративне.

### Вегетативни органи
Вегетативни органи служе за одржавање живота јединке и код јабуке су диференцирани на: корен, стабло и лист.

#### Корен
Корен је подземни вегетативни орган јабуке. Неограничено расте врхом у земљиште. Радијалне је симетрије и код јабуке је вишегодишњи и добро развијен. Може да води порекло од коренка клице и од адвентивних пупољака. Када корен води порекло од коренка клице настаје генеративни или прави корен који се јавља код јабука размножених семеном, а када настаје од адвентивних пупољака настаје  вегетативни , који је ендогеног порекла и јавља се код јабука вегетативно размножених (резницама, нагртањем, од делова правог корена и др.).
И један и други корен састоје се од главног и бочних коренова.
Према развијености, постоје два типа корена:
1. Скелетни и полускелетни чије су димензије 20 cm и више у пречнику и дужине од 0,3 m до 14 m, који имају механичку и спроводну улогу.
2. Обрастајући или фиброзни, чије су димензије знатно мање: до 3 mm у пречнику и дужине од дела mm до неколико cm, и који има апсорпциону улогу. У истим условима генеративни корен је јачи, виталнији, продире дубље у земљиште и заузима мању површину.

#### Стабло
Стабло јабуке је вегетативни орган који заједно са лишћем гради изданак. Оно је радијалне грађе неограничено расте и по правилу се развија у ваздуху. Стабло јабуке, као и код већине воћака састоји се од главне осовине настале од дебла (вођице), која најчешће расте вертикално навише и основних (скелетних, рамених) грана — круне, које расту под извесним углом. На стаблу већине дрвенастих биљака (па и јабуке) листови су спирално распоређени, а у пазуху листова налазе се пупољци. Стабло јабуке је по правилу снажног дебла и круне великих размера.

#### Лист
Лист је основни вегетативни орган јабуке. Јавља се као израштај на стаблу и део је јединственог органа — изданка. Лист јабуке је ограниченог раста, јер не задржава творно ткиво. Полази од нодуса и таквог је распореда на изданку и омогућава јабуци оптимално искоришћавање расположиве количине светлости. Од броја листова и њиховог здравственог стања зависи родност  јабуке и квалитет плодова. Лишће јабуке је просто јер се састоји само од једне лиске и петељке. Облик лиске Јабуке може бити: округласт, јајаст, овалан, ланцетаст и др.

### Генеративни органи
Генеративни органи служе за размножавање који омогућавају опстанак врсте. То су цвет, плод и семе.

#### Цвет
Цвет је скраћени изданак ограниченог растења, чији су листови преображени ради полног размножавања које се у њему обавља и доводи до образовања семена и плода. Код јабуке цвет је типичан — потпун — хермафродитан, са израженим следећим деловима: чашицом— састављеном од 5 чашичних листића, круницом — састављеном од 5 круничних листића, прашницима— састављеним од већег броја прашника и једним тучком. По распореду цветови јабуке су груписани у гроздасту цваст гроњу.

#### Плод
Плод (fructus) јабуке је у биолошком смислу орган који се после оплођења развија из плодника и других делова цвета или цвасти. Плод јабуке према начину постанка припада моноантокарпним плодовима (који су настали из једног цвета) и ботаничком типу плода синкарпна коштуница. То је посебан случај коштунице чији је перикарп (плодов омотач) изграђен од већег броја међусобно сраслих оплодних листића. Овај тип плода среће се код свих јабучастих врсти воћака. Сочни део плода разрастањем цветне ложе, Док се мезокарп у виду танког слоја налази непосредно око семене кућице, односно пергаментних коморица које одговарају ендокарпу. Егзокарп представља покожицу плода.

#### Семе
Семе јабуке се развија из семеног заметка, обично после оплођења. У плоду јабуке најчешће се налази 10 семена, а код неких сорти и до 20. Код триплоидних сорти тај број је знатно мањи (3—4), а врло често је семе штуро. Плодови настали без оплођења су без семена.

## Годишњи биолошки циклус
Годишњи циклус јабуке карактерише се смењивањем периода зимског мировања са периодом вегетације.

### Период зимског мировања
Овај период у годишњем развоју јабуке траје релативно дуго, 5-6 и више месеци. Период дубоког мировања се дели на почетно, дубоко и принудно зимско мировање. Дубоко мировање је условљено првенствено наследним карактеристикама генотипова. Трајање дубоког мировања се одвија без обзира на услове средине. У периоду трајања дубоког мировања вегетација се не може изазвати тј. зимско мировање се не може прекинути. Дубоко мировање је веома значајно, јер само оне воћке које су биле довољно изложене ниским температурама могу у пролеће, када време отопли нормално да ступе у период вегетације. Број дана са ниским температурама потребних јабуци за нормално одвијање свих процеса у периоду вегетације износи од 45 до 65 дана. Принудно мировање траје нешто дуже од дубоког. Оно је принудно јер га изазивају неповољни еколошки фактори са ниским температурама као најјачим фактором, а може се прекинути повећањем температуре.

### Период вегетације јабуке
Период вегетације јабуке траје од тренутка кретања сокова, преко бубрења првих пупољака у пролеће, па све док не отпадне лишће у јесен. Период вегетације има свој почетак, ток и трајање код сваке сорте, који су условљени наследним, биолошким и другим факторима. Период вегетације има више фаза, од којих су најизраженије: растење корена, пупљење, листање, пораст летораста, цветање, оплођење, развитак плода, диференцирање цветних пупољака, отпадање плода и отпадање листића.

#### Формирање цветних пупољака
Диференцирање цветних пупољака је дуготрајан и веома сложен процес од кога зависи родност воћака у предстојећој вегетацији. Диференцирање цветних пупољака почиње средином текуће вегетације, продужава у току јесени и зиме а завршава почетком пупљења. Процес диференцирања траје 8-10 месеци. Почетак формирања цветних зачетака је наследна особина сорте, а најчешће је крајем јуна и у првој декади јула, па до краја вегетације. Почетак диференцирања пупољака условљен је факторима спољне средине: метеоролошким, едафским, агротехником, помотехником, старошћу воћке, положајем грана у круни, утицајем подлоге. Да би јабуке могле да боразују цветне пупољке потребно је да се налазе у стадијуму зрелости и периоду родности. У стаблу мора да постоји физиолошка равнотежа, тј. повољан однос између количине угљених хидрата и минералног азота. Осим тога, у стаблима јабуке мора да буде обезбеђена довољна количина и биљних хормона, као и да еколошки чиниоци буду повољни за протицање фотосинтезе, пре свих: осветљење, температура и влага.

#### Цветање
Од почетка, редоследа, тока, трајања и обилности цветања зависи родност јабуке. Најкритичнија је фенофаза јабуке, с обзиром на осетљивост цветова и цветних елемената на пролећне мразеве, као и на нападе штеточина и болести. Време цветања зависи од генотипских особина врсте и сорте, као и од деловања еколошких чинилаца. Све сорте се по времену цветања могу груписати у четири групе:
1. Раноцветне
2. Средње раноцветне
3. Средње позноцветне
4. Позноцветне

Код јабуке, као код свих воћака, у фенофази се могу разликовати три основне подфазе:
1. Почетак цветања — када су отворени први цветови.
2. Пуно цветање — када се отвори 75—90% цветова и траје све док са воћке не отпадне више од 75% круничних листића.
3. Крај цветања — када са свих цветова отпадну крунични листићи.

Трајање цветања јабуке у просеку се креће од 20 до 25 дана, док разлика између група раноцветних и позноцветних сорти просечно износи од 8 до 10 дана.

#### Опрашивање
Опрашивање јабуке се обавља уз помоћ инсеката (ентомофилија ). Код сорти јабуке ентомофилија је одлучујући чинилац опрашивања. Она је омогућена и грађом цвета, који је код јабуке прилагођен за такав процес, а бела круница привлачна за инсекте који наносе сакупљени полен на жиг тучка. У посредовању при опрашивању учествује велики број инсеката: дивље пчеле, осе, бумбари, неке врсте мува и др. Међу њима, као најважнији инсект за опрашивање је медоносна пчела. Сматра се да је за постизање високих и стабилних приноса јабуке, односно за обезбеђење обилатог опрашивања потребно најмање 2-3 пчелињих друштава по хектару, која не би требало да буду удаљена од засада јабуке више од 100m.

#### Оплођење
Да би дошло до оплођења неопходно је да се успешно обави опрашивање, као и да буду испуњени одговарајући биолошки и еколошки услови. Од биолошких чинилаца значајни су: добра клијавост полена, као и подударност са тучком сорте која се опрашује, функционална способност жига у моменту опрашивања и функционална способност ембрионове кесице у тренутку кад до ње дође поленова цевчица. Све то мора да буде праћено и повољним еколошким приликама: пре свега температуром изнад 15 °C (оптимална за већину сорти јабуке између 21 °C и 25 °C) и релативном влажношћу ваздуха већом од 50% (оптимална за већину сорти јабуке између 65 и 80%). За нормалну родност јабуке (од 40-50-60 t/ha) потребно је да се оплоди 10-15% цветова. Скоро све сорте јабуке су самобесплодне, јер сопственим поленом не могу да се оплоде. Због тога морају да се гаје са сортама опрашивачима.

#### Развитак плода и семена
После двојног оплођења ембрион (клица) и перикарп (плодов омотач) почињу да се развијају и у току развитка до потпуног формирања пролазе кроз различите етапе. За развој перикарпа карактеристичне су три етапе, а за развој ембриона две (формирање предзаметка и образовање котиледона, ендосперма и семењаче).
- Прва етапа плодовог омотача одликује се деобом ћелија, интензивним порастом и незнатним увећањем обима плода. Почиње одмах после оплођења и завршава се када нуклеус достигне максималне размере. У том периоду пораст клице је успорен. Ова етапа код јабуке траје 3-4 недеље.
- Другу етапу развоја перикарпа карактерише издуживање постојећих ћелија и општи успоренији раст. Дужина трајања ове етапе пре свега зависи од времена сазревања плодова и представља сортну специфичност. За ову етапу је потребна добра снабдевеност водом и повољне температуре. На крају ове етапе раст плода се природно завршава, али се тиме не прекида развитак плода.
- Трећа етапа развоја плода карактерише се бројним биолошко-физиолошким променама, као и убрзаним увећањем масе плода. Плод омекшава, мења се основна зелена боја у жуту и интензивно се појављује допунска црвена боја. Скроб се трансформише у дисахарид — сахарозу и моносахариде — глукозу и фруктозу, а смањују се киселине. Плод ступа у физиолошку зрелост и постаје све погоднији за употребу у свежем стању. Може да почне берба.

## Екологија
Екологија јабуке проучава узајамно деловање јабуке и средине у којој живи.
Живот, родност, квалитет плодова и рентабилност производње јабуке зависе од животног станишта у коме се она гаји.Јабука је веома осетљива на спољашњу средину. Због тога је потребно да се при гајењу јабуке добро проуче еколошки фактори који владају у појединим рејонима, областима и земљама, као и услови у којима јабука може најбоље да успева и рађа да би се извршио најбољи избор сорти, а технологијом производње обезбедили оптимални услови.

### Клима
Активност јабуке одвија се у две физички различите средине, у приземном слоју ваздуха — атмосфери и горњих слојева земљишта, које подједнако значајно утичу на пораст и развиће јабуке, то треба, при гајењу јабуке, посебно проучити елементе климе приземног слоја ваздуха и климе земљишта. На климу атмосфере једног краја незнатно утиче човек и није је могуће поправити и учинити прикладном за гајење јабуке ако је она неповољна. То значи да се климатски услови атмосфере врло често јављају као ограничавајући чиниоци у организацији воћарске производње. С друге стране, на побољшање климе земљишта може се знатно утицати низом агротехничких мера (наводњавање, одводњавање, застирање земљишта).
За живот јабуке најзначајнији су следећи климатски елементи: светлост, топлота, вода и влажност, ветар.

#### Светлост
Светлост служи јабуци као директан извор енергије, за процес фотосинтезе и као извор топлоте неопходне за нормалан ток физиолошких процеса. Јабука је изразито фотофилна биљка, што се види из њене грађе, развијености круне, распореда грана, положаја гранчица, распореда лишћа и уопште целе њене грађе, која је прилагођена да максимално користи светлост. Светлост утиче на јабуку својим интензитетом, трајањем и периодичношћу осветљавања. Сунчева светлост је неопходна за пораст младара и грана, за диференцијацију пупољака у родне, за обојеност и квалитет плодова. Мада облик круне зависи од генетских фактора, светлост такође врло значајно утиче, како на њен облик, тако и на њену развијеност, функцију лишћа, формирање појединих грана, размештај родних гранчица, одржавање плодова, квалитет и трајност плодова, итд. Светлост је неопходна и корисна за јабуку, а потребе за њом су различите зависно од сорте.

#### Топлота-температура
Топлота је апсолутно неопходан услов не само за успевање јабуке, него и за њено одржавање. Без неопходне топлоте јабука не може да живи, јер топлота условљава основне животне процесе као што су дисање, транспирација, усвајање минералних материја, фотосинтеза, образовање цветних пупољака, заметање, развијање плодова, итд. Услови топлоте за поједине сорте варирају у осетној мери. Највећем броју сорти јабуке одговара умереноконтинентална клима са средњом годишњом температуром ваздуха између 8° и 20 °C и средњом температуром ваздуха у току вегетационог периода (април—октобар) између 15° и 21 °C. Ниске зимске температуре могу да изазову различита оштећења јабуке. Према мразевима су најосетљивије саднице у растилима и млада стабла у засадима. Високе летње температуре изнад 30 °C и ниска релативна влага ваздуха (мања од 30%) и суша могу да буду узрок појаве сунчевих ожеготина плодова, јабуке као и оштећења лишћа младара. Проблем у гајењу јабуке представљају позни пролећни и рани јесењи мразеви.
Температура земљишта утиче на сложене процесе у земљишту и апсорпциону моћ корена, Што се одражава и на опште стање воћке. У зимском периоду често долази до оштећења корена или његових делова. Због тога је познавање термичких граница у оквиру којих се креће температура земљишта на разним дубинама, од великог практичног значаја.

#### Вода и влажност
Без воде је живот јабуке немогућ. Вода се налази у средини у којој се јабука гаји — у земљишту и ваздуху, па се говори о влажности земљишта и релативној влажности ваздуха. Јабука подмирује своје потребе за водом падавинама и наводњавањем. Плод јабуке садржи око 86% воде, па је разумљиво зашто су за обилан род и добар квалитет плода неопходне велике количине воде. У недостатку воде плодови се тешко замећу и лако отпадају, цветни пупољци се теже образују, вегетативни прираст је слабији, а резерве храњивих супстанци су мање, па су оштећења од мразева чешћа. Сувишак воде у земљишту може да буде штетан. У таквим условима, због недостатка кисеоника може да дође до гушења корена. Количина воде потребна за нормално развиће и родност јабуке зависи од типа земљишта и начина његовог одржавања, просечне вегетационе температуре ваздуха, релативне влажности ваздуха, ветрова, експозиције и других чинилаца. Релативна влажност ваздуха знатно утиче на принос, квалитет и трајашност плодова јабуке. Сматра се да је за успевање јабуке повољно када је релативна влажност ваздуха висока (око 75%). Од влажности ваздуха зависи и испаравање воде из земљишта и транспирација. Јабука налази повољне услове за гајење у поднебљу с равномерно распоређеним и довољним количинама водених талога у току вегетације (600mm и више). Јабуци је влага нарочито потребна од маја до септембра.

#### Ветар
У већини случајева има неповољно дејство у производњи јабуке. Утицај ветра зависи од јачине, смера, учесталости и начина на који дува (с ударом или без удара), као и од физиолошког стања воћке у тренутку појаве ветра. Ветрови у току вегетационе периоде исушују земљиште и зељасте делове јабуке. Ветар је нарочито штетан у време цветања јабуке, јер суши жиг тучка, омета рад пчела, клијање полена и оплођење. Ветар потпомаже ширење проузроковача болести и штеточина и омета или онемогућава прскање ради заштите стабала јабуке. Током зиме ветрови могу да појачају штетно дејство мраза. Неповољно дејство ветра може знатно да се ублажи подизањем ветрозаштитних појасева. Благ поветарац је користан. Он обнавља ваздух око стабла јабуке и при томе стално доноси нове количине угљен-диоксида неопходног за фотосинтезу. Поветарац просушује површину лишћа и отежава развој гљивичних болести, а нарочито чађаве краставости. Ветар смањује опасност од позних и раних мразева. Повољни положаји за подизање јабучњака треба ја буду заклоњени од доминантних ветрова (западни, северозападни и југозападни), нарочито у току вегетације.

### Земљиште
Земљиште је средина у којој се јабука укорењује и из које се снабдева ваздухом, водом и у њој раствореним минералним супстанцама. с обзиром на то да је јабука вишегодишња биљка, избор земљишта за подизање засада је утолико значајнији. Земљиште је еколошки чинилац од кога зависи живот, родност и дуговечност јабуке, као и квалитет њених плодова. Јабучњаке, а нарочито интензивне, треба подизати на дубоким, структурним, умерено влажним и плодним земљиштима. Водни, ваздушни и топлотни режим земљишта сматра се повољним ако земљишне шупљине (поре) садрже око 60% воде и 40% ваздуха, а температура земљишта се креће од 15° до 20 °C.
За производњу јабуке најбоља су иловаста земљишта, јер имају повољан водни, ваздушни и топлотни режим, садрже довољно храњивих супстанци и лако се обрађују. У недостатку таквих земљишта могу се користити глиновита земљишта код којих количина глине и праха не прелази 70%, али под условом да имају пропустљивост за воду.
Песковита земљишта брзо губе воду и обично су сиромашна хранљивом материјом и лако се обрађују. Она могу да се користе за производњу јабуке ако се интензивно ђубре и наводњавају.
Кречна земљишта са више од 5% калцијум-карбоната смањују покретљивост микро и макро елемената, па јабука пати од хлорозе.
Хумусна земљишта с хумусом више од 3% имају мрвичасту структуру и погодна су за гајење јабуке.

## Подлоге
Подлога представља посредника између племените сорте јабуке и земљишта.
Постоје две врсте подлога по начину постанка: генеративне и вегетативне.

### Генеративне подлоге
Генеративне подлоге се добијају из семена шумских дивљих јабука при чему треба имати у виду да постоји велики број дивљака које се разликују по бујности, родности и отпорности на болести при чему се мора водити рачуна при избору дивљих јабука за генеративне подлоге. Пошто ове подлоге дају бујна стабла све ређе се користе у пракси.

### Вегетативне подлоге
Вегетативне подлоге за јабуку се деле по бујности на: слабобујне, средње бујне, бујне и врло бујне.
Најпознатије подлоге и највише раширене код нас и у свету су:
- Ist maling, означене словом М и арапским бројем.
- Maling merton, означене словима ММ и арапским бројевима од 101 до 115

Слабобујне подлоге: М 9, М 26, М 27.
Средње бујне подлоге: М 2, М 4, М 7, ММ 104 и ММ 106
Бујне подлоге: М 11, ММ 109, ММ 111 и сејанац дивље јабуке.
Веома бујне подлоге: М 16 и М 25.
За подизање савремених плантажних засада код нас највише се препоручују подлоге:М 9, М 26 и ММ 106. Подлоге М 9 и М 26 су подлоге за густу садњу без које нема интензивне производње. На жалост ове две подлоге се слабо укорењавају, па је неопходно обезбедити им наслон у току читавог живота.

## Садња
| Оријентациона растојања при заснивању засада јабуке у зависности од узгојног облика и бујности сорти и подлога: | Оријентациона растојања при заснивању засада јабуке у зависности од узгојног облика и бујности сорти и подлога: | Оријентациона растојања при заснивању засада јабуке у зависности од узгојног облика и бујности сорти и подлога: | Оријентациона растојања при заснивању засада јабуке у зависности од узгојног облика и бујности сорти и подлога: | Оријентациона растојања при заснивању засада јабуке у зависности од узгојног облика и бујности сорти и подлога: |
| Облик круне | Бујност сорте                                                                                                   | Подлога | Размак | |
| --- | --- | --- | --- | --- |
| Побољшана пирамида                                                                                              | бујна | сејанац.див | 7 X 6m | |
| Побољшана пирамида                                                                                              | слабо бујна | сејанац.див | 5,5 X 4,5m | |
| Коса палмела | бујна | сејанац.див | 5,5 X 4,5m | |
| Коса палмела | слабо бујна | сејанац.див | 4,5 X 3,5m | |
| Вретенасти жбун                                                                                                 | бујна | М 9 | 4,0 X 1,8m | |
| Вретенасти жбун                                                                                                 | слабо бујна | М 9 | 4,0 X 1,2m | |
| Витко вретено                                                                                                   | бујна | М 9 | 3,8 X 1,6m | |
| Витко вретено                                                                                                   | слабо бујна | М 9 | 3,8 X 1,1m | |
| Вретенасти жбун                                                                                                 | бујна | М 26 | 4,0 X 2,1m | |
| Вретенасти жбун                                                                                                 | слабо бујна | М 26 | 4,0 X 1,6m | |
| Витко вретено                                                                                                   | бујна | М 26 | 3,8 X 1,8m | |
| Витко вретено                                                                                                   | слабо бујна | М 26 | 3,8 X 1,4m | |
| Пилар | слабо бујна | М 26 | 3,0 X 1,0m | |
| U koloni "Razmak " prvi broj označava rastojanje između redova, a drugi rastojanje između kalemova u redu.      | | | | |

## Резидба
Да би се јабука правилно орезала, морају се разликовати неродне и родне гране. Типичне неродне гране јабуке су водопије, једногодишњи ластари избили на старијим основним гранама. Зимском резидбом уклањају се до основе. Најлакше се препознају по томе што су дуже од ластара са цветним и дрвним пупољком. Друга врста неродних грана су ластари избили на двогодишњем дрвету, који по правилу не носе цветне пупољке (осим код “златног делишеса” и “јонатана”). Ови ластари су од посебног значаја јер се на њима образују родне гране у следећој вегетацији. Ове гране се уклањају само ако их је превише. Од родних грана треба разликовати вите и кратке родне гране. Прве су дугачке 10–25 cm, танке су и са једним цветним пупољком на врху. Дају слабији квалитет плода и углавном се потпуно уклањају. Најквалитетније родно дрво јабуке представљају родне гране дужине 1–10 cm. Оне се, зависности од сорте, образују на двогодишњем или старијем дрвету. Најквалитетније плодове дају у првој години после образовања цветних пупољака, а са старошћу квалитет плода опада. Ове родне гране се не орезују, осим сто се понекад проређују, ако су прегусте. Основни циљ резидбе јабука је остављање обиља кратких родних грана. Да би се обновиле кратке родне гране, које временом дају квалитетне гране, неопходно је остављати и ластаре на неродном дрвету, на којима ће се оне образовати.

## Заштита од болести и штеточина
Јабуку напада велики број проузроковача болести (од којих су економски најзначајније: чађава пегавост, пепелница, пламењача и др.) и штеточина (као што су: јабучни цветојед, јабучни смотавац, лисне ваши (са скоро 12 генерација годишње), лисни минери, црвени паук и др.), тако да је гајење током појединих година могуће једино уз примену више од 12 третирања пестицидима што је у поређењу са заштитом других воћних врста и њихових сорти неупоредиво више.
Према врсти проузроковача болести деле се на:
- Гљивичне болести (микозе)
- Бактеријалне болести (бактериозе)
- Вирусне болести (вирозе)

## Сорте
При избору сорти мора се водити рачуна о њиховим потребама у погледу природних услова за успевање. Постоје сорте које добро успевају у свим срединама, али не дају свуда добар квалитет плодова. данас се у свету гаји велики број сорти јабуке. Зато избор одговарајуће сорте није једноставан, јер и стандардне светске сорте имају извесне мане.
Најпознатије домаће сорте јабуке су: Будимка, Колачара, Шуматовка, Чачанска позна, Петровача и друге. Најпознатије светске сорте јабуке су: Грени Смит (Grenny Smith), Јонатан (Jonathan) Ајдаред (Idared), Златни делишес (Golden delicious) и друге.

### Домаће сорте
Будимка
Будимка је дуговечна сорта, најбоље јој одговарају брдскопланинска подручја, плодна, лака и умерено влажна земљишта. Отпорна је према зимским и позним пролећним мразевима. Релативно је отпорна према проузроковачу чађаве краставости (Venturia inaequallis) и пепелнице (Podosphaera leucotricha). Бере се у првој половини октобра, а чува до маја.
Стабло је снажно, с развијеном круном велике носивости и до ступања у род расте пирамидално. Бујна је и диплоидна сорта. Добро опрашује друге сорте, а њу добро опрашују јонатан, ружичасти и златни делишес. Касно почиње да рађа, а затим добро рађа. Плод је средње крупан, округластолоптаст, често асиметричан. Покожица плода је зеленкасто-жућкаста, а са сунчане стране бледоружичаста. Месо је беличасто, чврсто, слатко и помало накисело. Добро подноси руковање и превоз. На месту убоја ствара се заштитна плута. Користи се за индустријску прераду, а у мањој мери и за стону употребу.
Колачара
Стара домаћа спорта, непознатог порекла. Сазрева половином октобра, чува се у обичним условима до априла. Стабло је врло бујно, округласто- амреластог облика. Триплоидна сорта слабе клијавости полена. Добар опрашивач јој је Будимка.
Плод је крупан до врло крупан, изразито округласто-колачастог облика. Покожица је танка и сјајна, масна, основне жутозеленкасте, односно сламастожуте боје. са сунчане стране плода јавља се допунско руменило у виду праменова. Месо је беличасто зеленкасте боје, получврсто, сочно- киселог трпког укуса са мало ароме, осредњег квалитета.
Слабе је транспортабилности. Осетљива је на већину болести и штеточина посебно на Монилију и црвљивост плода.
Чачанска позна
Створена је укрштањем сорти Старкинг (Starking) и Јонатан (Jonathan). Хибридизација је спроведена 1959. године, а за сорту је призната 1971. године. Селекционари су проф. др Петар Мишић и др Милисав Гавриловић.
Стабло је право, цилиндрично и снажно. Припада групи бујних сорти јабуке. Круна је широко пирамидална, са средње дугим, добро обраслим гранама, отворених углова гранања. Кора је сиве боје са израженим белим лентицелама. Леторасти су прави, јаки, тамнији од скелетних грана, са лентицелама средње величине. Лисни и дрвни пупољци су средње величине, зашиљени и приљубљени уз гранчице. Цветни пупољци су крупни, при врху зашиљени. Лист је крупан, елиптичан, са заобљеним врхом, широко назубљен, таман, гладак, са кратком петељком. Цвет је средње величине, беле боје и правилан. Цвета средњекасно. Диплоидна је сорта. На слабо бујним подлогама раније пророди и даје добре приносе. Није осетљива према проузроковачу чађаве краставости и пепелнице.
Плод је крупан (просечне масе 200 g), округласто-спљоштен (просечне висине 66 mm и ширине 79 mm), са слабо израженим ребрима на врху плода. Чашица је полуотворена до затворена, и налази се у средње широком и средње дубоком левкастом удубљењу окруженом слабим ребрима. Покожица плода је средње дебела, еластична, сјајна и пресвучена воштаном превлаком. Основна боја покожице је зеленожута, а допунска тамноцрвена покрива 80% површине плода. Месо плода је чврсто, бледожуте боје, средње кисело, изражене ароме, садржи 11,5% укупних шећера и 0,79% укупних киселина. Семена кућица је крупна, облика луковице, са непрекидном осом. Семе је издужено, на средини проширено и при врху зашиљено. Петељка је средње дуга, а петељкино удубљење средње дубоко и средње широко, без изражене рђасте превлаке.
Сазрева крајем септембра и почетком октобра. Плодови се у стандардним хладњачама могу чувати до краја марта.
По својим привредно-биолошким особинама припада групи зимских сорти квалитетног плода и препоручује се за гајење на мањим површинама окалемљена на вегетативним подлогама слабе бујности.
Петровача
Непознатог порекла. Спорадично се среће у многим јабучарским подручјима наше земље.
Сазрева почетком јула. Стабло је бујно. Круна је широкопирамидална. Петровача је релативно отпорна према проузроковачима болести.
Плод је врло ситан (око 40g), лоптастокупаст. Покожица је танка, сламастожута, а са сунчане стране прошарана руменилом. Месо је бело, доста слатко. Рана је сорта јабуке. Квалитет плода петроваче заостаје за новим, бољим раним сортама јабуке, па постепено ишчезава.
Шуматовка
Стара домаћа сорта, непознатог порекла. Сазрева крајем октобра, а може да се чува до маја.
Стабло је бујно, дуговечно, ускопирамидалне круне. отпорна је на проузроковаче болести, мразеве, сушу, и јаке ветрове. Цвета средње рано. Почиње да рађа средње рано и касније рађа редовно и обилно.
Плод је ситан (50—80 g) издужено-лоптастог облика. Покожица је средње дебела, сјајна, основне зеленкастожуте боје, која је већим делом прекривена тамноцрвеном допунском бојом. Месо је беличасто, чврсто, сочно, слатконакиселог укуса, осредњег квалитета.
Добре је манипулативности и транспортабилности. Погодна је као сировина за индустријску прераду.

#### Још неке домаће сорте
Кисељача, Кожара, Мирисавка, Ђула, Кантаруша, Шарунка, Илињача.

### Стране сорте
Грени Смит
Потиче из Аустралије. Откривена је као спонтани сејанац непознатих родитеља. Сазрева средином октобра, а плодови у хладњачи могу да се чувају до краја маја. Цвета средње позно и релативно је отпорна према проузроковачима пепелнице и чађаве краставости. Рано почиње да рађа, а затим рађа обилно и редовно. Добри резултати постижу се на слабо бујним подлогама (М 9, М 27). Диплоидна је и бујна сорта. добро је опрашују Златни делишес, Јонатан и Ајдаред. Плод је доста крупан, велике специфичне тежине, купасто издужен. Покожица плода је зелена. Месо је чврсто, сочно, беличасто, слатконакисело, осредњег квалитета. Укус плода се побољшава чувањем.
Јонатан
Потиче из САД. Настала је из семена сорте Езопус, 1800. године. Сазрева у првој половини септембра, а може да се чува до априлу обичној хладњачи. Плод је средње крупан до крупан (200g), шири него дужи. Петељка је кратка и дебела. Покожица плода је глатка, зеленкасто жута, великим делом прекривена лепом црвеном бојом која са осунчане стране прелази у тамноцрвену. Месо плода је умерено чврсто, винасто накисело, сочно са специфичном аромом, изванредног је укуса и одличног квалитета. По квалитету плода ово је до сада најбоља и готово идеална сорта јабуке.
Стабло је средње бујно, врло танких оборених гранчица, пророди врло рано, рађа обилно и редовно, а плод готово никада не напада јабучни црв. За добар развој неопходно је дубоко и плодно земљиште, довољно влаге у земљишту током целе вегетације. Такође, тражи топле и сунчане положаје. Само у оваквим условима Јонатан даје пун квалитет плодова.
Мана ове високо племените сорте је изражена осетљивост према пепелници, па треба размножавати типове крупнијих плодова који су отпорнији према пепелници.
Ајдаред
Пореклом из САД, где је створен у експерименталној воћарској станици у држави Ајдахо укрштањем Јонатана и Вагнера, 1935. године, а у производњи је од 1942. године. Слабо је бујна диплоидна сорта. Сазрева крајем септембра, а плодови се у хладњачи чувају до краја маја. Погодна је за гајење у густим засадима. На плодном земљишту треба га калемити на слабо бујним вегетативним подлогама ( М 26, ММ 106). Цвета средње рано и осетљив је на позне пролећне и ране јесење мразеве. Добар је опрашивач, а њега добро опрашују Мелроз, Златни делишес и Грени Смит. Плод је крупан, спљоштеноокругласт (лоптастоколачаст), светлоцрвене боје. Месо је беличасто, сочно, чврсто, накисело, укусно. Ајдаред је осетљив према проузроковачу пепелнице. За успешно гајење неопходни су услови као и за Јонатан.
Златни делишес
Нађен у САД, у држави Западна Вирџинија, као случајни сејанац, а у производњу је уведен 1916. године. Сада је једна од најраспрострањенијих сорти јабуке у свим земљама где се јабука гаји. Плодови сазревају крајем септембра, а у хладњачи се чувају до краја маја. Цвета средње позно. Погодан је за гајење у плантажним засадима. Боље резултате даје на вегетативним подлогама средње и слабе бујности ( М 9, М 27, М 4, ММ 106). Осетљив је према проузроковачу чађаве краставости, отпоран према изазивачу пепелнице. Стабло Златног делишеса је средње бујно, с глатком кором. Рано пророди и рађа обилно и редовно, некада чак и прероди, па се плодови морају проређивати. Диплоидна је сорта и добар опрашивач за многе сорте. добро га опрашују Јонатан, Ајдаред, Грени Смит и Глостер.
Плод је средње крупан до крупан (160—200 g). Покожица је танка и глатка, жута, жутозелена и зелена. типичне је жуте боје са нешто мало руменила на сунчаној страни. покожица је често прекривена рђастом превлаком. Месо плода је жућкасто, чврсто, слатко-накисело са врло пријатном специфичном аромом.
При гајењу Златног делишеса треба водити рачуна да плодови не поприме рђасту превлаку. Новија истраживања су показала да рђасте пеге могу бити проузроковане неким вирусом, па се ради на томе да се селекцијом издвоје типови отпорни према вирусу. Тако је у Холандији одабран клон Б Златног делишеса, који није заражен вирусом и роднији је од Златног делишеса па му се све више даје предност у плантажним засадима.
Гала
Пореклом са Новог Зеланда, у свету је једна од водећих сорти. Бере се од прве до треће декаде августа. Веома је родна, умерене од јаке бујности. Плодови су правилни, конични, доминантног промера, слатког укуса са допунском црвеном бојом у виду пруга или мрље. Слабо осетљива на пепелницу, осетљива на чађаву краставост и бактериозну пламењачу, а веома осетљива на рак коре. Допунска боја код основне сорте није довољно развијена те се стално издвајају боље обојени клонови.
Фуџи
Јапанска сорта, мана ове сорте је лоша обојеност. Веома бујна сорта која захтева обавезно проређивање плодова, јер је склона алтернативном рађању. Бере се у октобру и могу се дуго чувати. Плодови су неправилни, средње крупни, бледозелене боје са црвеном допунском бојом која је такође веома бледа. Месо је сочно, веома слатко са аромом. Мало је осетљива на пепелницу и бактериозну пламењачу, али је осетљива на чађаву краставост, рак коре и гриње.

## Галерија
- Плантажа јабуке
- Процветало јабуково дрво
- Јабука у пуном роду
- Јабуке у шећерном сирупу
- Пупољци
- Петроваче
- домаће и дивља јабука